# Лонгфорд (Тасманія)
Лонгфорд (англ. Longford) — місто в Австралії, розташоване у північно-західній частині Тасманії.

## Відомі особистості
У Лонгфорді народились:
- Кетрін Паркер (1886-1971) — австралійський композитор;
- Річард Фленаґан — австралійський прозаїк, лауреат «Букерівської премії» 2014 року;